# Independence National Historical Park
Der Independence National Historical Park (NHP) befindet sich in Philadelphia im US-Bundesstaat Pennsylvania. Der Independence NHP gilt als das meistbesuchte historische Viertel der USA.

## Geschichte
Philadelphia, das von 1790 bis 1800 die Hauptstadt des revolutionären Amerikas und wichtigste Stadt der Unabhängigkeitsbewegung und Verfassungsgebung war, hat wie kaum eine andere Stadt dieser Größenordnung seine bauliche Vergangenheit gepflegt. Viele Gebäude, in denen sich wichtige Vorgänge zur Gründung der Vereinigten Staaten von Amerika ereigneten, konnten über zwei Jahrhunderte erhalten bleiben und restauriert werden, durchaus auch in Zusammenarbeit mit den umliegenden Stadtvierteln, die ebenfalls von den Maßnahmen der Stadterneuerung profitierten.
Im Juni 1948 verabschiedeten Senat und Repräsentantenhaus ein Gesetz zur Einrichtung eines National Historical Parks im historischen Zentrum Philadelphias, das am 28. Juni durch Präsident Harry S. Truman unterzeichnet wurde. Seit Oktober 1966 ist der Bezirk als Historic District im National Register of Historic Places eingetragen.

## Visitor Center
Im Visitor Center des Independence NHP wird seit 1976 mehrmals täglich der mehrfach preisgekrönte Film „Independence“ (Unabhängigkeit) gezeigt, etwa 30 Minuten Geschichte der USA. Der Film macht mit den Personen bekannt, deren Namen eng mit der Unabhängigkeitsbewegung verbunden sind wie Thomas Jefferson, der Verfasser der Unabhängigkeitserklärung und dritte Präsident der USA. Durch den Film begleitet als Sprecher Benjamin Franklin (1706–1790).

## First Bank of the United States
Die First Bank of the United States (Erste Bank der Vereinigten Staaten) diente 1797 bis 1811 als erste Regierungsbank. Heute findet im ehemaligen Kreditinstitut gelegentlich Sommertheater statt.

## Carpenters Hall
Die backsteinerne Carpenters Hall erinnert an die 1724 gegründete Gilde der Zimmerleute, eine der ersten Handwerksvereinigungen in die USA. 1770 wurde als Hauptsitz der Gilde die Carpenters Hall gebaut. 1774 trat hier der Erste Kontinentalkongress
zusammen. Danach wurde der Bau als Lager- und Krankenhaus genutzt.

## New Hall und Pemberton House
Die New Hall wurde 1791 und 1792 als Kriegsministerium (War Department) benutzt. Heute beherbergt das Gebäude das Marine Corps Museum. Neben der New Hall befindet sich das Pemberton House mit dem Army-Navy-Museum.

## Second Bank of the United States
Die Second Bank of the United States (Zweite Bank der Vereinigten Staaten), ein Gebäude aus den Jahren 1818–1824, diente von 1824 bis 1836 als Bank, von 1845 bis 1936 als Philadelphia Custom House (Zollbehörde). Heute ist in dem Gebäude eine bekannte Porträtgalerie untergebracht.

## Independence Square
Auf dem Independence Square (Unabhängigkeitsplatz)
wurde am 8. Juli 1776 zum ersten Mal die Unabhängigkeitserklärung in der Öffentlichkeit verlesen. Dabei wurde die Freiheitsglocke (Liberty Bell) geläutet.

## Old City Hall
Die Old City Hall (Altes Rathaus) war ursprünglich Philadelphias Rathaus. In der Zeit, als Philadelphia Hauptstadt der USA war, beherbergte es den Obersten Gerichtshof (Supreme Court) der USA.

## Independence Hall

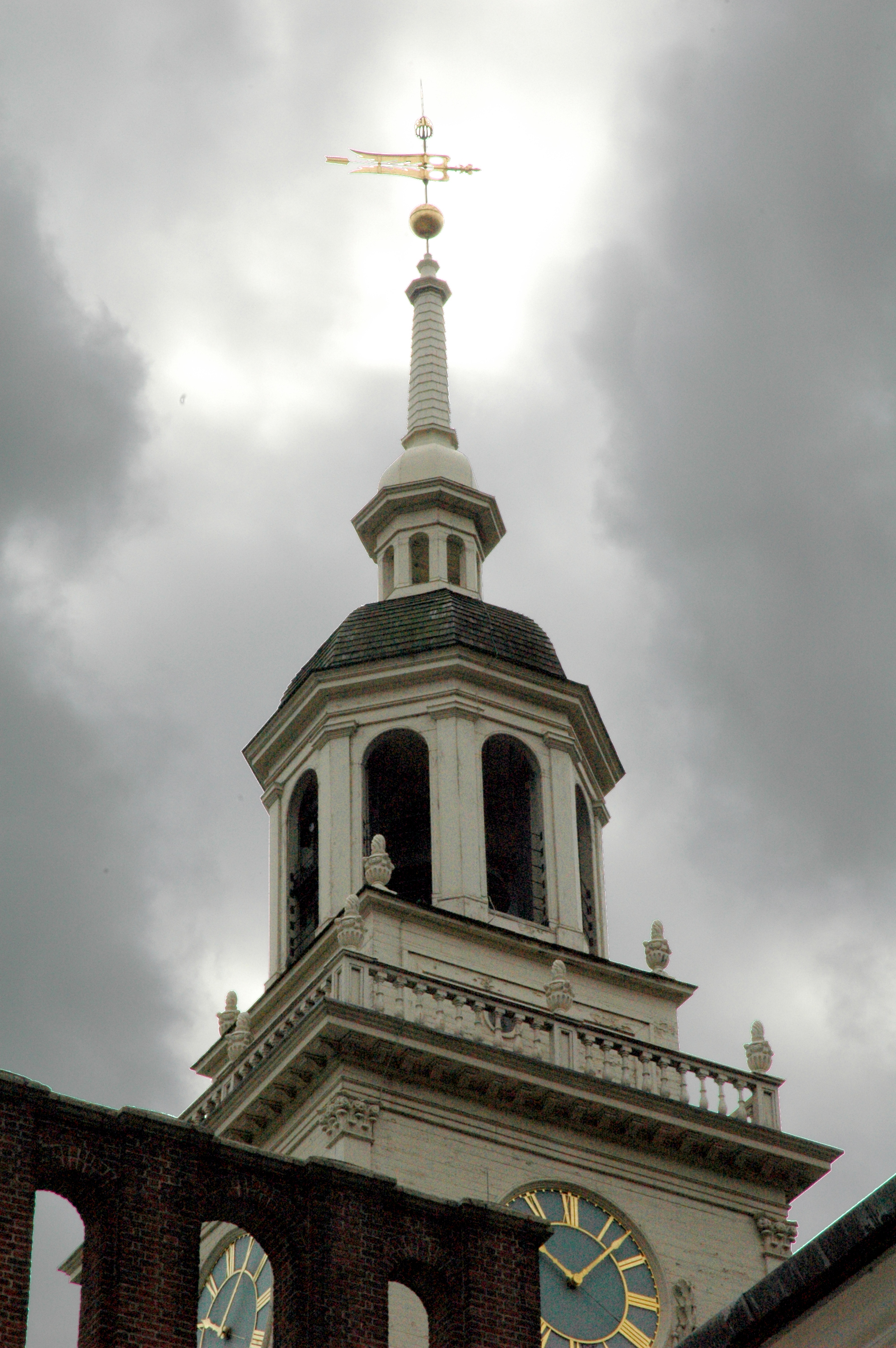
Independence Hall

Die Independence Hall (Unabhängigkeitshalle) ist das eigentliche Kernstück des Geschichtsparks. Die Independence Hall war von 1732 bis 1756 als State House Sitz der Regierung von Pennsylvania. Hier nahm am 4. Juli 1776 der Zweite Kontinentalkongress die von Thomas Jefferson entworfene Unabhängigkeitserklärung an – der entscheidende Akt zur Gründung der Vereinigten Staaten von Amerika.

## Congress Hall
Die Congress Hall (Kongresshalle) war 1790 bis 1800 Sitz des Kongresses, nachdem Philadelphia New York City als Regierungshauptstadt abgelöst hatte. Vom Balkon des Hauses hielt 1797 George Washington, der erste Präsident der USA, seine letzte Rede.

## Liberty Bell Pavillon

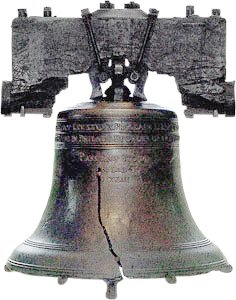
Liberty Bell.

Im Liberty Bell Pavillon ruht die Freiheitsglocke wie ein nationales Heiligtum. Dieses Symbol für Freiheit und Unabhängigkeit wird nachts angestrahlt.

## Graff House
Im Graff House wohnte Thomas Jefferson, als er den Text der amerikanischen Unabhängigkeitserklärung verfasste. Jefferson wurde später Präsident der USA.

## Washington Square
Der Washington Square ist ein kleiner Park mit einer Statue George Washingtons (1732–1799) über dem Grabmal des unbekannten Soldaten (Tomb of the Unknown Soldier of the American Revolution).